# اندیس ارسنجان
ارسنجان یک اندیس فلزی است که در حوالی شهر ارسنجان استان فارس قرار دارد و مادهٔ معدنی موجود در آن، منگنز است.سنگ میزبان این اندیس رادیولاریت است  